# Amsterdamsche FC

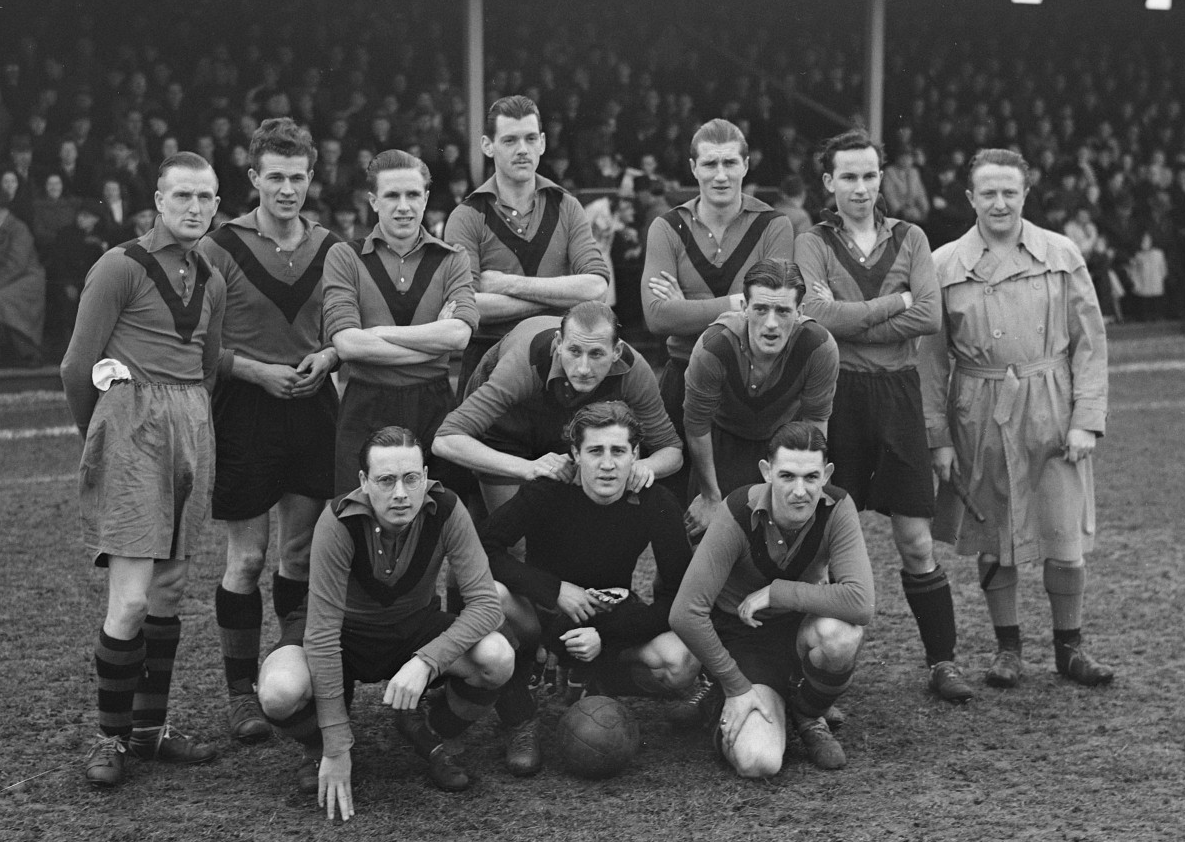
Jedenáctka AFC z roku 1949

Amsterdamsche Football Club (zkráceně AFC) je nizozemský amatérský fotbalový klub z města Amsterdam, který byl založen roku 1895. Hřištěm klubu je Sportpark Goed Genoeg s kapacitou 2 000 diváků. Klubové barvy jsou červená a černá, charakteristickým znakem je velké V na dresech.
V sezóně 2014/15 působí v nedělní divizi Topklasse, nizozemské třetí ligy.

## Úspěchy
- Topklasse (nizozemská třetí liga):
  - nedělní divize Topklasse: 1× vítěz (2013/14)[1]